# Coenagrion lanceolatum
Coenagrion lanceolatum – gatunek ważki z podrzędu równoskrzydłych i rodziny łątkowatych (Coenagrionidae).
Gatunek ten opisał po raz pierwszy w 1872 roku Edmond de Sélys Longchamps pod nazwą Agrion (Agrion) lanceolatum, na podstawie okazu znad Amuru. W rodzaju Coenagrion umieścił go w 1890 roku William Kirby.
Samce mają niemal okrągłe plamy zaoczne na głowie. Ich przysadki odwłokowe są dłuższe niż połowa długości paraproktów, pozbawione zębów nasadowych, rozdzielone na dwie gałęzie, z których górna wyposażona jest w przysadziste zęby wierzchołkowe. Ligula genitalna (prącie wtórne) ma tarczowaty segment wierzchołkowy, zaopatrzony w wiciowate, wyprostowane płaty szczytowe.
Owad ten zamieszkuje wschodnią część krainy palearktycznej. Znany jest z Azji Środkowej, azjatyckiej części Rosji, Korei Południowej, Japonii i Chin, gdzie rozprzestrzeniony jest od Hebei po Jilin i Heilongjiang.